# Georg Wilhelm Kirchmaier
Georg Wilhelm Kirchmaier (* 29. April 1673 in Wittenberg; † 7. August 1759 in Wittenberg) war ein deutscher Philosoph, Rhetoriker und Sprachwissenschaftler.

## Leben

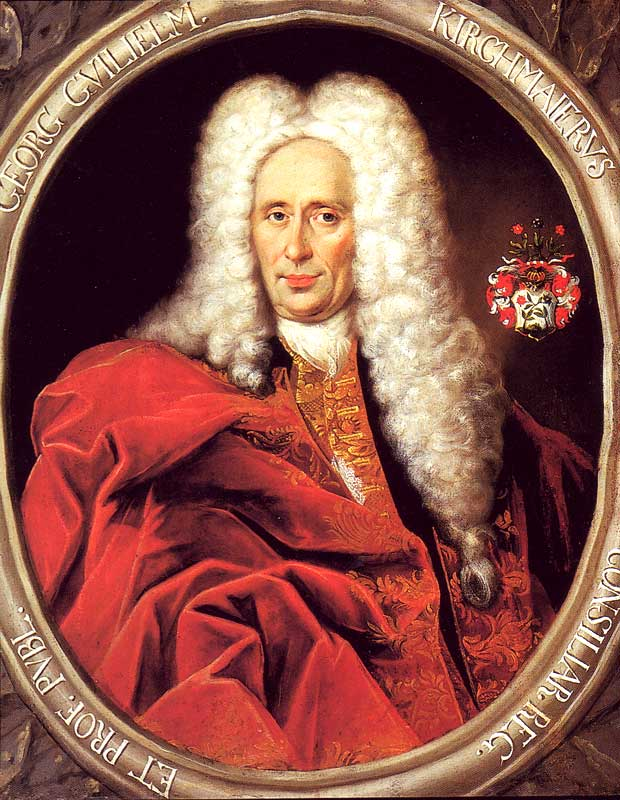
Georg Wilhelm Kirchmaier

Georg Wilhelm Kirchmaier wurde als Sohn des Griechischprofessors der Wittenberger Universität Georg Kaspar Kirchmaier geboren. Kirchmaier besuchte die sächsische Landesschule St. Afra in Meißen, immatrikulierte sich im Wintersemester an der Wittenberger Universität, weitere Studien führten ihn an die Universität Leipzig und die Universität Altdorf.
Zurückgekehrt nach Wittenberg, erwarb er sich 1694 den philosophischen Magistergrad. Ab 1698 war er Adjunkt der philosophischen Fakultät und wurde er 1700 außerordentlicher Professor der Rhetorik. Als sein Vater im selben Jahr starb, fiel dessen Stelle als ordentlicher Professor zunächst an Konrad Samuel Schurzfleisch der dieselbe 1701 niederlegte, wodurch Kirchmaier ordentlicher Professor der Griechischen Sprache wurde.
Als Professor des Griechischen stellte er das Neue Testament in den Mittelpunkt seiner Ausführungen. Dabei nahm er das von den Theologen bestrittene Recht in Anspruch, auch auf den Inhalt der zu erklärenden Schriften einzugehen, und setzte durch, dass es ihm gestattet wurde, „bei Gelegenheit einen jeglichen Text mit dem wahren Verstand nach der Theologie der reinen evangelischen Lehre auszulegen“. Auf die sprachlichen Probleme verwandte er viel Zeit und beschäftigte sich mit dem Nachweis, dass die Sprache des Neuen Testaments von Hebraismen frei ist.
Ferner verfolgte er die lateinische und deutsche Übersetzungsliteratur und zog gegen die neueren Verbesserungsversuche an der Lutherischen Bibel zu Felde. Durch die schwärmerische Verehrung des Reformators verlor sich Kirchmaier dabei oft in abseits gelegene Probleme, so dass dies Auswirkungen auf seinen Lehrbetrieb hatte. Diesen führte er bis zu seinem Tode am 7. August 1759 fast ein halbes Jahrhundert weiter.

## Werke (Auswahl)
- Disputatio philologica de daimonizomenois: von Besessenen. (Resp. Gottfried Hermann) Eichsfeld, Wittenberg 1738. (Digitalisat)
- De Witteberga. (Resp. Ernst Christian Schroedter) 2 Bände. Schroedter, Wittenberg 1696. (Digitalisat Band 1), (Band 2)
- Ervditorvm De Dialecto Graecorvm Commvni Sententias. (Resp. Georg Friedrich Thryllit) Schroedter, Wittenberg 1709. (Digitalisat)
- Saxonicae argumentum historiae de Witteberga Saxonum, quod ad nomen originemque ... e tenebris eruit. (Resp. David Christian Lange) Schroedter, Wittenberg 1713. (Digitalisat)
- De addendi detrahendique vi a verbis apocalypticis prohibenda. (Resp. Johannes Justus Spier) Gerdes, Wittenberg 1730. (Digitalisat)
- Disquisitio historica de D. Martini Lutheri oris et vultus habitu heroico ad vivum expresso in imagine divini penicilli Lucae Cranachi patris in aere hic incisa .... Commentatio item auctior de Witteberga Saxonum speciatim de aedis quondam collegiatae omnium divum. Ahlfeld, Wittenberg 1750. (Digitalisat)